# (9426) Aliante
(9426) Aliante (1996 CO7) – planetoida z pasa głównego asteroid okrążająca Słońce w ciągu 4,86 lat w średniej odległości 2,87 j.a. Odkryta 14 lutego 1996 roku.